# Liste der Kreisstraßen im Landkreis Waldshut
Diese Liste enthält die Kreisstraßen im baden-württembergischen Landkreis Waldshut.

## Abkürzungen
- K: Kreisstraße
- L: Landesstraße

## Liste
Die Kreisstraßen behalten die ihnen zugewiesene Nummer nicht bei einem Wechsel in einen anderen Stadt- oder Landkreis. Nicht vorhandene bzw. nicht nachgewiesene Kreisstraßen sind kursiv gekennzeichnet, ebenso Straßen und Straßenabschnitte, die unabhängig vom Grund (Herabstufung zu einer Gemeindestraße oder Höherstufung) keine Kreisstraßen mehr sind.
Der Straßenverlauf wird in der Regel von Nord nach Süd und von West nach Ost angegeben.
| Nr.    | Verlauf |
| ------ | --- |
| K 6500 | L 157 in Grafenhausen – K 6501 – K 6502 – Buggenried – Hürrlingen – K 6504 – Riedern am Wald – K 6503 – L 157 in Riedersteg                                                            |
| K 6501 | (K 4975 im Landkreis Breisgau-Hochschwarzwald) – Kreisgrenze – Signau – K 6500 in Grafenhausen                                                                                         |
| K 6502 | K 6500 – Mettenberg – K 6500 – Buggenried – K 6594 |
| K 6503 | Riedern am Wald – K 6500 – K 6504 |
| K 6504 | K 6500 in Hürrlingen – K 6503 – L 157 in Ühlingen |
| K 6505 | L 158 in Ühlingen – L 159 – Obermettingen |
| K 6506 | /L 158 in Eggingen – Staatsgrenze – (Schweiz) |
| K 6507 | – Staatsgrenze – (Schweiz) |
| K 6508 | L 169 in Stühlingen – Eberfingen – |
| K 6509 | K 6599 in Mauchen – L 169 |
| K 6510 | K 6597 – Lembach – in Weizen |
| K 6511 | L 171 in Ewattingen – Blumegg – K 6597 |
| K 6512 | L 171 – Kreisgrenze – (K 5743 im Schwarzwald-Baar-Kreis) |
| K 6513 | Dillendorf – K 6514 – – Unterwangen – Oberwangen – L 169 |
| K 6514 | L 171 in Bonndorf im Schwarzwald – Brunnadern – K 6515 – K 6513 |
| K 6515 | K 6514 in Brunnadern – |
| K 6516 | L 170 – Boll – L 171 in Bonndorf im Schwarzwald |
| K 6517 | L 169 – Wittlekofen – L 159 – Roggenbach – Horben – L 157 in Birkendorf |
| K 6518 | L 170 – Ebnet – L 170 |
| K 6519 | (K 4968 im Landkreis Breisgau-Hochschwarzwald) – Kreisgrenze – L 170 in Rothaus |
| K 6520 | (K 4967 im Landkreis Breisgau-Hochschwarzwald) – Kreisgrenze – Kreisstraße ohne Anschluss an eine klassifizierte Straße – Kreisgrenze – (K 4967 im Landkreis Breisgau-Hochschwarzwald) |
| K 6522 | Menzenschwand Hinterdorf – L 146 |
| K 6523 | K 6524 in Bernau-Innerlehen – L 149 |
| K 6524 | L 149 in Bernau-Dorf – Bernau-Innerlehen – K 6523 – Schwendele – L 146 in Bernau-Oberlehen                                                                                             |
| K 6525 | L 150 – Oberibach – K 6526 – K 6590 in Urbergersäge |
| K 6526 | K 6525 in Oberibach – Unteribach – Vorderibach – Ruchenschwand – K 6590 in Wittenschwand                                                                                               |
| K 6527 | K 6590 – Inner-Urberg |
| K 6528 | K 6591 – L 151 |
| K 6529 | K 6590 in Vogelbach – Wilfingen – L 154 |
| K 6530 | K 6591 – Hartschwand – K 6531 – K 6598 – L 153 |
| K 6531 | K 6532 in Strittmatt – K 6530 in Hartschwand |
| K 6532 | L 151 – Engelschwand – Strittmatt – K 6531 – L 153 |
| K 6533 | L 151 in Kleinherrischwand – Großherrischwand – K 6534 – Herrischried – L 151 |
| K 6534 | Rütte Nord – Rütte – K 6533 in Herrischried |
| K 6535 | L 155 – Rüttehof – K 6538 – K 6537 – Atdorf – K 6536 – Obergebisbach – Niedergebisbach – L 151                                                                                         |
| K 6536 | Hornberg – K 6535 |
| K 6537 | K 6535 – Strick – Altenschwand – Roßau – L 152 |
| K 6538 | K 6535 in Rüttehof – Hütten – K 6539 – L 152 in Rickenbach |
| K 6539 | K 6538 in Hütten – K 6538 – L 155 in Bergalingen |
| K 6540 | (K 6337 im Landkreis Lörrach) – Kreisgrenze – L 148 in Wehr (Baden) |
| K 6541 | L 152 in Rippolingen – Harpolingen – L 154 in Murg |
| K 6542 | L 151 in Niederhof – K 6543 – Binzgen – Hochsal – L 151a – / |
| K 6543 | L 151 – Binzgen – K 6542 – L 154 in Laufenburg (Baden) |
| K 6544 | L 155 in Rüßwihl – K 6546 – Niederwihl – K 6545 – K 6547 – Schachen – L 154 in Albbruck                                                                                                |
| K 6545 | L 151a – K 6544 in Niederwihl |
| K 6546 | K 6544 – L 153 in Tiefenstein |
| K 6547 | L 153 – K 6544 |
| K 6548 | L 153 – K 6549 in Etzwihl |
| K 6549 | K 6563 – Hechwihl – K 6550 – Etzwihl – K 6548 – K 6589 in Buch |
| K 6550 | K 6549 – K 6589 in Birndorf |
| K 6551 | L 154 – K 6552 – Remetschwiel – – Bannholz – Ay – K 6559 – Maria Bronnen – K 6558 – K 6560 – Indlekofen – Bürglen – Gurtweil – L 157 – L 159 in Tiengen                                |
| K 6552 | – Brunnadern – K 6551 |
| K 6553 | – Tiefenhäusern – |
| K 6554 | – K 6555 – Frohnschwand – |
| K 6555 | in Höchenschwand – Strittberg – Amrigschwand – Atlisberg – Heppenschwand – K 6554 |
| K 6556 | – K 6559 – K 6557 – K 6560 – Weilheim – L 157 – Gutenburg – Aichen – Krenkingen – L 159 in Detzeln                                                                                     |
| K 6557 | Nöggenschwiel – K 6556 |
| K 6558 | K 6559 in Bierbronnen – K 6551 |
| K 6559 | K 6551 in Ay – Bierbronnen – K 6558 – Oberbierbronnen – K 6556 |
| K 6560 | K 6556 – Heubach – Rohr – K 6551 |
| K 6561 | Burg Leinegg – Stausee Witznau – L 157 in Witznau |
| K 6562 | K 6563 in Waldkirch – Schmitzingen |
| K 6563 | L 154 – K 6549 – Unteralpfen – Oberalpfen – Waldkirch – K 6562 – |
| K 6564 | Breitenfeld – K 6565 – L 159 in Tiengen |
| K 6565 | K 6564 in Breitenfeld – L 159 |
| K 6566 | in Horheim – Schwerzen – K 6567 – – L 163 – Geißlingen – L 161a in Grießen |
| K 6567 | in Ofteringen – Degernau – K 6568 – L 163a – Wutöschingen – K 6566 in Schwerzen |
| K 6568 | K 6567 in Degernau – L 163a |
| K 6569 | Rechberg – |
| K 6570 | in Erzingen – K 6571 – Weisweil – L 163a |
| K 6571 | (Schweiz) – Staatsgrenze – K 6570 |
| K 6572 | L 162 in Bechtersbohl – Küssaburg |
| K 6573 | L 162 in Bechtersbohl – K 6574 |
| K 6574 | L 162 – K 6573 – Küßnach – Küßnach Ost |
| K 6575 | L 161a – Bergöschingen – L 161 in Guggenmühle |
| K 6576 | L 163 – Bühl – L 164 |
| K 6577 | L 163 in Dettighofen – Staatsgrenze – (Schweiz) |
| K 6578 | L 163 in Dettighofen – Berwangen – L 163 – Baltersweil – L 163 |
| K 6579 | L 163 – Staatsgrenze – (Schweiz) |
| K 6580 | (Schweiz) – Staatsgrenze – in Lottstetten |
| K 6581 | Nack – L 165a |
| K 6582 | in Jestetten – Altenburg – K 6583 – |
| K 6583 | (Schweiz) – Staatsgrenze – K 6582 in Altenburg |
| K 6584 | L 151 – Hogschür |
| K 6585 | L 154 – Niedingen – Schlageten – L 154 in Immeneich |
| K 6586 | (K 6352 im Landkreis Lörrach) – Kreisgrenze – L 148 in Au |
| K 6587 | L 152 in Willaringen – Egg – Eggbergbecken – L 152 in Bad Säckingen |
| K 6589 | L 154 – Buch – K 6549 – Birndorf – K 6550 – Birkingen – Dogern – |
| K 6590 | L 150 – K 6525 – Urbergersäge – K 6527 – Horbach – Wittenschwand – K 6526 – Ibach bei Wittenschwand – Wolpadingen – Vogelbach – K 6529 – K 6591 – L 154                                |
| K 6591 | L 150 – Lindau – K 6528 – K 6530 – K 6598 – K 6590 |
| K 6592 | (K 4988 im Landkreis Breisgau-Hochschwarzwald) – Kreisgrenze – Glashütte – |
| K 6593 | L 157 in Birkendorf – L 159 – Bettmaringen – L 169 |
| K 6594 | (K 4989 im Landkreis Breisgau-Hochschwarzwald) – Kreisgrenze – Staufen – K 6502 – Brenden – Berau – L 157                                                                              |
| K 6595 | L 159 – in Lauchringen |
| K 6596 | L 161a in Stetten – L 161 in Günzgen |
| K 6597 | L 171 in Münchingen – K 6510 – Lausheim – K 6511 – in Grimmelshofen |
| K 6598 | K 6591 – Krembach – Rotzingen – Buch – K 6530 |
| K 6599 | L 169 – Mauchen – K 6509 – L 158 in Eggingen |